# Karina Skands
Karina Skands (2 de agosto de 1966, Dinamarca) es una actriz danesa.

## Biografía
Karina se formó en el Teatro del Estado, ubicado en Copenhague, en los años 1990-1994, y luego se asoció al Teatro de Mungo Park, donde participó, entre algunas obras, en "Egoisten" (por Lars Kaalund, 1994), "Privatliv" (Privacidad, 1995) y en "Naboerne" (La gente que nos rodea, 1998). 
En el cine debutó el año 1988 en la película El cielo y el infierno de Morten Arnfred. En televisión debutó en la película Stormfulde hjerter (1994), de Ole Christian Madsen y a la frustrada novia Bruden en la serie "Taxa" (1999).
Además, ha participado en el Teatro Casa, el Café Teatret y ha prestado su voz para una serie de dibujos animados.

## Filmografía

### Cine
- El cielo y el infierno (1988)
- El libro de David (1996)
- Corazón de Luz (1998)
- Me pregunto quién me besará ahora (1998)
- La Herencia (2003)
- Moscas en el muro (2005)

### Cortometrajes
- Velocidad mata (1996)
- La curiosidad mató al pescado (2002)

### TV y Series
- Stormfulde hjerter (1994) (TV)
- Fusion (1997) (TV)
- Majoren (1998) (TV)
- "Taxa" (1999, 1 episodio)
- "Nikolaj og Julie" (2002, 1 episodio)

## Premios

### Premios Bodil
| Año  | Resultado | Premio | Categoría/Destinatario(s)                       |
| ---- | --------- | ------ | ----------------------------------------------- |
| 1989 | Ganadora  | Bodil  | Mejor Actriz Por: El cielo y el infierno (1988) |

### Premios Robert
| Año  | Resultado | Premio | Categoría/Destinatario(s)                       |
| ---- | --------- | ------ | ----------------------------------------------- |
| 1989 | Ganadora  | Robert | Mejor Actriz Por: El cielo y el infierno (1988) |